# Skrufs glasbruk
Skrufs glasbruk (dansk: Skruf glasværk) er et glasværk i Skruv i Lessebo kommune, Kronobergs län i Småland i Sverige.
Skruf glasværk, der er grundlagt i 1897, ligger i det område af Småland, der kaldes Glasriget. Produktionen har først og fremmest bestået af service- og pynteglas i kali- og helkrystalmasse. Glasbruket havde i 1978 omkring 100 ansatte.
Glasbruket blev nedlagt i 1981, men blev overtaget af fire glasarbejdere, der driver bruket videre i håndværksmæssige former.

## Referecer
1. ↑  Sällsamheter i Småland del 4, s.169-170